# Vicenç Salvador Torres Guerola
Vicenç Salvador Torres Guerola (Palma, 1965) és un cantautor, compositor, arxiver i historiador mallorquí.
Nascut a Palma, Torres Guerola és un músic i compositor establert a Alginet, gendre d'Ismael Latorre Mendoza. Més enllà de la seva activitat com a músic i compositor, també ha estat un dels principals impulsors i coordinador de l'anomenat "Projecte Basset", un projecte que gira al voltant de la figura del militar austriacista Joan Baptista Basset i Ramos i que busca recuperar la memòria històrica dels valencians.
En la seva joventut va patir un judici per insubmissió, en el qual el Moviment d'Objecció de Consciència (MOC) va guanyar la batalla a l'Estat en el seu enfrontament sobre la mili obligatòria. Torres fou absolt i pocs mesos després es va acabar la mili obligatòria a Espanya. També és conegut per la seva activitat com a educador als carrers de Palma i per ser un dels pioners del GREC (Grup d'Educadors de Carrer). Actualment, és l'arxiver i el responsable legal de l'Arxiu Ismael Latorre Mendoza i del tractament digital del seu material, que recull la història recent valenciana a través de 400.000 negatius.

## Obres destacades[7]
- Insubmissió (cançó)
- T'estimo (cançó)
- Poema a Joan Baptista Basset (obra orquestal), en honor del General valencià Maulet.[8]